# 高山堇菜
高山堇菜是堇菜科堇菜属的一个种，原产阿尔卑斯山脉东北部（奥地利）和喀尔巴阡山脉（斯洛伐克、波兰、罗马尼亚）的高山地带。